# Évasion 2 : Le Labyrinthe d'Hadès
Série Évasion
Évasion
(2013) Évasion 3 : The Extractors
(2019)
Pour plus de détails, voir Fiche technique et Distribution.
Évasion 2 : Le Labyrinthe d'Hadès ou Le Tombeau 2 : Sécurité maximale au Québec (Escape Plan 2: Hades) est un film américano-chinois réalisé par Steven C. Miller et sorti en 2018. Il fait suite à Évasion de Mikael Håfström, sorti en 2013.

## Synopsis
Des années après s'être échappé d'une prison high-tech surnommée « Le tombeau », Ray Breslin dirige désormais une équipe d’élite spécialisée pour faire évader des gens des prisons les plus impénétrables du monde. Shu Ren, son meilleur agent, est emprisonné dans un labyrinthe techno-terroriste informatisé et révolutionnaire connu sous le nom d'Hadès (H.A.D.E.S. pour High Asset DEtention Service ou HAvre de Détention et Sécurité en français), où les prisonniers se battent dans des luttes mortelles. Ray Breslin décide alors de s'y faire incarcérer pour le sauver.

## Fiche technique
- Titre original : Escape Plan 2: Hades
- Titre français : Évasion 2 : Le Labyrinthe d'Hadès
- Titre québécois : Le Tombeau 2 : Sécurité maximale
- Réalisation : Steven C. Miller
- Scénario : Miles Chapman
- Musique : The Newton Brothers
- Direction artistique : Aaron Bautista
- Décors : Niko Vilaivongs
- Costumes : Bonnie Stauch
- Photographie : Brandon Cox
- Montage : Vincent Tabaillon
- Producteurs : Robbie Brenner, Mark Canton, Randall Emmett, George Furla, Qiu Jie et Zack Schiller,
- Sociétés de production : EFO, Leomus, The Fyzz Facility et Ingenious
- Sociétés de distribution : Summit Entertainment (États-Unis), VVS Films (Canada), Metropolitan FilmExport (France)
- Budget : 20 000 000 $
- Pays de production :  États-Unis,  Chine
- Langue originale : anglais
- Format : couleur - 2.35:1
- Genre : thriller, film carcéral, action
- Durée : 96 minutes
- Dates de sortie [2],[3] :
  - Chine : 29 juin 2018
  - États-Unis: 29 juin 2018 (DVD/Blu-Ray et VàD)
  - Canada : 10 juillet 2018 (DVD/Blu-Ray et VàD)
  - France : 20 août 2018 (DVD/Blu-Ray et VàD)

## Distribution
- Sylvester Stallone (VF : Alain Dorval ; VQ : Pierre Chagnon) : Ray Breslin
- Dave Bautista (VF : Serge Biavan ; VQ : Frédéric Paquet) : Trent DeRosa
- Huang Xiaoming (VF : Damien Witecka ; VQ : Alexandre Fortin) : Shu Ren
- Jaime King (VF : Laura Préjean) : Abigail Ross
- Curtis "50 Cent" Jackson (VF : Raphaël Cohen ; VQ : Fayolle Jean Jr.) : Hush
- Jesse Metcalfe (VF : Emmanuel Garijo ; VQ : Nicholas Savard-L'Herbier) : Luke Walken
- Wes Chatham (VF : Laurent Maurel ; VQ : Maël Davan-Soulas) : Jaspar Kimbral
- Titus Welliver (VF : Jean-Louis Faure) : Gregor Faust
- Mike McColl (VF : Bruno Dubernat ; VQ : Patrick Chouinard) : Galilée (voix)

## Production
Sylvester Stallone et Dave Bautista se retrouvent 1 an plus tard après Les Gardiens de la Galaxie Vol. 2 en 2017.

## Sortie
Le film sort directement en DVD/Blu-Ray et VàD aux États-Unis et en France, mais connaît une sortie au cinéma dans la plupart des autres pays à l'international.

## Suite
Alors que ce second film n'est pas encore sorti en salles, le tournage du 3e opus, Évasion 3 : The Extractors, débute en septembre 2017. Le tournage a notamment lieu à Mansfield dans l'Ohio, dans la maison de correction d’État de l'Ohio qui avait également servi pour Les Évadés (1994). Le film sort en 2019.